# Биовичино Село
Биовичино Село је насељено мјесто у општини Кистање, у Шибенско-книнској жупанији, Република Хрватска. Према попису становништва из 2011. године у насељу је живело 223 становника. Према прелиминарним подацима са последњег пописа 2021. године у месту је живело 129 становника.

## Географија
Налази се у централној Буковици, удаљено око 12 км сјеверно од Кистања. Село је подијељено на четири засеока: Доње Село, Брљуг, Горње Село и Поткрш.

## Историја
На мјесту данашњег Биовичиног Села, прво насеље се појављује за вријеме Римљана око 300-те године наше ере, што потврђује археолошка локација Смрдељград која се налази у доњем дјелу села. Назив села је добило по Кнезу Биовичи који је био владар области и Модриног Села и Колашца.

### Други свјетски рат
Током Другог свјетског рата, становници села су већином били за партизански покрет. У овом селу је на Видовдан 1944. формирана 14. далматинска бригада НОВЈ.

### Република Српска Крајина
До територијалне реорганизације у Хрватској, насеље се налазило у саставу бивше велике општине Книн. Биовичино Село се од распада Југославије до августа 1995. године налазило у Републици Српској Крајини.
Током агресије на РСК августа 1995. године, хрватска војска заузела је Биовичино Село протерујући већинско српско становништво.

## Становништво
Према попису из 1991. године, Биовичино Село је имало 948 становника, од чега 944 Србина, 3 Хрвата и 1 осталог. Према попису становништва из 2001. године, Биовичино Село је имало 186 становника. Биовичино Село је према попису из 2011. године, имало 223 становника, и било је углавном насељено Србима.
| Националност       | 1991. | 1981. | 1971. | 1961. |
| Срби               | 944   | 995   | 1.266 | 1.342 |
| Југословени        |       | 112   | 8     |       |
| Хрвати             | 3     | 3     | 3     | 3     |
| остали и непознато | 1     | 3     | 5     | 3     |
| Укупно             | 948   | 1.113 | 1.282 | 1.348 |

| Демографија | Демографија | Демографија |
| Година      | Становника  | Становника  |
| ----------- | ----------- | ----------- |
| 1961.       | 1.348       |             |
| 1971.       | 1.282       |             |
| 1981.       | 1.113       |             |
| 1991.       | 948         |             |
| 2001.       | 186         |             |
| 2011.       | 223         |             |

### Родови
У Биовичином Селу су до 1995. године живели родови:
Православци
Вујаковићи, славе Св. Ђурђа; Вукићи, славе Св. Ђурђа; Доброте, славе Св. Николу; Дрезге, славе Св. Јована; Ђурићи, славе Св. Јована; Каблари, славе Св. Луку; Корлати, славе Св. Николу; Љубовићи, славе Св. Ђурђа; Малбаше, славе Св. Николу; Масникосе, славе Св. Ђурђа; Медоши, славе Св. Ђурђа; Опачићи, славе Св. Луку; Остојићи, славе Св. Луку; Поповићи, славе Св. Јована; Скорићи, славе Св. Игњатију; Сладаковићи, славе Св. Јована; Тртице, славе Св. Јована; Ћукови, славе Св. Николу; Шеше, славе Св. Јована; Шоргићи, славе Св. Николу.

## Религија
У Биовичином Селу се налази храм Српске православне цркве Св. Петра и Павла из 1524. године. Након заузимања Книна од стране хрватске војске, црква је претрпела знатна оштећења, као и вишевековно гробље које се налази у дворишту цркве.

## Познате личности
- Стево Опачић, народни херој Југославије